# Inés Gorrochategui
Pour les articles homonymes, voir Gorrochategui.
Inés Gorrochategui (née le 13 juin 1973 à Córdoba) est une joueuse de tennis argentine, professionnelle de la fin des années 1980 à 1999.
En 1993, associée à Amanda Coetzer, elle s'est hissée en finale de l'US Open en double dames. L'année suivante, elle a atteint en simple les quarts à Roland-Garros (battue par Steffi Graf).
Pendant sa carrière, elle a gagné sept tournois WTA en double, dont l'Open d'Allemagne en 1995 avec Coetzer.
Inés Gorrochategui a enfin régulièrement représenté son pays en Fed Cup de 1990 à 1999, atteignant les demi-finales en 1993 aux côtés de Labat et Tarabini.

## Palmarès

### Titre en simple dames
Aucun

### Finales en simple dames
| No | Date       | Nom et lieu du tournoi        | Catégorie | Dotation  | Surface      | Vainqueure        | Score    |          |
| -- | ---------- | ----------------------------- | --------- | --------- | ------------ | ----------------- | -------- | -------- |
| 1  | 16-09-1991 | Clarins Open, Paris           | Tier IV   | 150 000 $ | Terre (ext.) | Conchita Martínez | 6-0, 6-3 | Parcours |
| 2  | 31-01-1994 | Amway Classic, Auckland       | Tier IV   | 100 000 $ | Dur (ext.)   | Ginger Helgeson   | 7-6, 6-3 | Parcours |
| 3  | 03-05-1999 | Warsaw Cup by Heros, Varsovie | Tier IVb  | 112 500 $ | Terre (ext.) | Cristina Torrens  | 7-5, 7-6 | Parcours |

### Titres en double dames
| No | Date       | Nom et lieu du tournoi                    | Catégorie | Dotation  | Surface         | Partenaire        | Finalistes                        | Score         |          |
| -- | ---------- | ----------------------------------------- | --------- | --------- | --------------- | ----------------- | --------------------------------- | ------------- | -------- |
| 1  | 02-12-1991 | Nivea Cup São Paulo                       | Tier V    | 75 000 $  | Terre (ext.)    | Mercedes Paz      | Renata Baranski Laura Glitz       | 6-2, 6-2      | Parcours |
| 2  | 27-04-1992 | Ilva Trophy Tarente                       | Tier V    | 100 000 $ | Terre (ext.)    | Amanda Coetzer    | Rachel McQuillan Radka Zrubáková  | 4-6, 6-3, 7-6 | Parcours |
| 3  | 12-07-1993 | BVV Open Prague                           | Tier IV   | 100 000 $ | Terre (ext.)    | Patricia Tarabini | Laura Golarsa Caroline Vis        | 6-2, 6-1      | Parcours |
| 4  | 18-10-1993 | Budapest Open Budapest                    | Tier III  | 150 000 $ | Moquette (int.) | Caroline Vis      | Sandra Cecchini Patricia Tarabini | 6-1, 6-3      | Parcours |
| 5  | 03-04-1995 | Bausch & Lomb Championships Amelia Island | Tier II   | 430 000 $ | Terre (ext.)    | Amanda Coetzer    | Nicole Arendt Manon Bollegraf     | 6-2, 3-6, 6-2 | Parcours |
| 6  | 15-05-1995 | German Open Berlin                        | Tier I    | 806 250 $ | Terre (ext.)    | Amanda Coetzer    | Larisa Neiland Gabriela Sabatini  | 4-6, 7-6, 6-2 | Parcours |
| 7  | 21-07-1997 | Warsaw Cup by Heros Varsovie              | Tier III  | 164 250 $ | Terre (ext.)    | Ruxandra Dragomir | Meike Babel Catherine Barclay     | 6-4, 6-0      | Parcours |

### Finales en double dames
| No | Date       | Nom et lieu du tournoi                    | Catégorie | Dotation    | Surface         | Vainqueures                        | Partenaire      | Score         |          |
| -- | ---------- | ----------------------------------------- | --------- | ----------- | --------------- | ---------------------------------- | --------------- | ------------- | -------- |
| 1  | 05-04-1993 | Bausch & Lomb Championships Amelia Island | Tier II   | 375 000 $   | Terre (ext.)    | Manuela Maleeva Leila Meskhi       | Amanda Coetzer  | 3-6, 6-3, 6-4 | Parcours |
| 2  | 30-08-1993 | US Open Flushing Meadows                  | G. Chelem | 3 967 250 $ | Dur (ext.)      | Arantxa Sánchez Helena Suková      | Amanda Coetzer  | 6-4, 6-2      | Parcours |
| 3  | 01-11-1993 | Bank of the West Classic Oakland          | Tier II   | 375 000 $   | Moquette (int.) | Patty Fendick Meredith McGrath     | Amanda Coetzer  | 6-2, 6-0      | Parcours |
| 4  | 04-04-1994 | Bausch & Lomb Championships Amelia Island | Tier II   | 400 000 $   | Terre (ext.)    | Arantxa Sánchez Larisa Neiland     | Amanda Coetzer  | 6-2, 6-7, 6-4 | Parcours |
| 5  | 13-06-1994 | Volkswagen Cup Eastbourne                 | Tier II   | 400 000 $   | Gazon (ext.)    | Gigi Fernández Natasha Zvereva     | Helena Suková   | 6-7, 6-4, 6-3 | Parcours |
| 6  | 19-05-1997 | Open Paginas Amarillas Madrid             | Tier III  | 175 000 $   | Terre (ext.)    | Mary Joe Fernández Arantxa Sánchez | Irina Spîrlea   | 6-3, 6-2      | Parcours |
| 7  | 07-06-1999 | DFS Classic Birmingham                    | Tier III  | 180 000 $   | Gazon (ext.)    | Corina Morariu Larisa Neiland      | Alexandra Fusai | 6-4, 6-4      | Parcours |

## Parcours en Grand Chelem

### En simple dames
| Année | Open d'Australie | Open d'Australie   | Internationaux de France | Internationaux de France | Wimbledon       | Wimbledon        | US Open         | US Open            |
| ----- | ---------------- | ------------------ | ------------------------ | ------------------------ | --------------- | ---------------- | --------------- | ------------------ |
| 1992  | 2e tour (1/32)   | Katrina Adams      | 1er tour (1/64)          | Nathalie Tauziat         | -               | -                | -               | -                  |
| 1993  | 3e tour (1/16)   | Anke Huber         | 2e tour (1/32)           | Magdalena Maleeva        | 2e tour (1/32)  | Jana Novotná     | 1er tour (1/64) | Linda Wild         |
| 1994  | 2e tour (1/32)   | Mary Joe Fernández | 1/4 de finale            | Steffi Graf              | 3e tour (1/16)  | Kristine Radford | -               | -                  |
| 1995  | -                | -                  | 1er tour (1/64)          | Steffi Graf              | 4e tour (1/8)   | Steffi Graf      | 2e tour (1/32)  | Maria Jose Gaidano |
| 1996  | -                | -                  | -                        | -                        | 3e tour (1/16)  | Amy Frazier      | 3e tour (1/16)  | Sandrine Testud    |
| 1997  | 3e tour (1/16)   | Steffi Graf        | 2e tour (1/32)           | Irina Spîrlea            | 2e tour (1/32)  | Yayuk Basuki     | 1er tour (1/64) | Nana Miyagi        |
| 1998  | 1er tour (1/64)  | Wang Shi-Ting      | 1er tour (1/64)          | Nicole Pratt             | 1er tour (1/64) | Surina De Beer   | -               | -                  |
| 1999  | -                | -                  | 2e tour (1/32)           | Steffi Graf              | 3e tour (1/16)  | Anna Kournikova  | 1er tour (1/64) | Natasha Zvereva    |

À droite du résultat, l’ultime adversaire.

### En double dames
| Année | Open d'Australie              | Open d'Australie            | Internationaux de France     | Internationaux de France   | Wimbledon                     | Wimbledon                  | US Open                       | US Open                   |
| ----- | ----------------------------- | --------------------------- | ---------------------------- | -------------------------- | ----------------------------- | -------------------------- | ----------------------------- | ------------------------- |
| 1992  | 1er tour (1/32) N. Herreman   | Linda Wild Eva Pfaff        | 2e tour (1/16) A. Coetzer    | R. Fairbank R. Reggi       | -                             | -                          | -                             | -                         |
| 1993  | 3e tour (1/8) Linda Wild      | Lori McNeil Rennae Stubbs   | 1/2 finale A. Coetzer        | L. Neiland Jana Novotná    | 1er tour (1/32) A. Coetzer    | Valda Lake Clare Wood      | Finale A. Coetzer             | A. Sánchez Helena Suková  |
| 1994  | 3e tour (1/8) A. Coetzer      | Patty Fendick M. McGrath    | 1/2 finale A. Coetzer        | L. Davenport Lisa Raymond  | -                             | -                          | 3e tour (1/8) A. Coetzer      | L. Neiland G. Sabatini    |
| 1995  | -                             | -                           | 1er tour (1/32) A. Coetzer   | Amy Frazier Kimberly Po    | 2e tour (1/16) A. Coetzer     | Radka Bobková M. Koutstaal | 1er tour (1/32) A. Coetzer    | R. McQuillan C. Porwik    |
| 1996  | -                             | -                           | -                            | -                          | 2e tour (1/16) A. Coetzer     | L. Davenport MJ Fernández  | 2e tour (1/16) A. Coetzer     | Yayuk Basuki Caroline Vis |
| 1997  | 2e tour (1/16) A. Montolio    | M. Hingis N. Zvereva        | 2e tour (1/16) Linda Wild    | Yayuk Basuki Caroline Vis  | -                             | -                          | 1er tour (1/32) Irina Spîrlea | M. Hingis A. Sánchez      |
| 1998  | 1er tour (1/32) Irina Spîrlea | Park Sung-hee Wang Shi-Ting | 1er tour (1/32) R. McQuillan | M. de Swardt Debbie Graham | 1er tour (1/32) Irina Spîrlea | Lori McNeil Chanda Rubin   | 1er tour (1/32) M. Oremans    | L. Davenport N. Zvereva   |
| 1999  | 2e tour (1/16) Steffi Graf    | C. Cristea R. Dragomir      | 1er tour (1/32) A. Coetzer   | S. Williams V. Williams    | 2e tour (1/16) A. Coetzer     | Jana Novotná N. Zvereva    | 2e tour (1/16) A. Coetzer     | S. Williams V. Williams   |

Sous le résultat, la partenaire ; à droite, l’ultime équipe adverse.

### En double mixte
| Année | Open d'Australie           | Open d'Australie           | Internationaux de France   | Internationaux de France   | Wimbledon | Wimbledon | US Open                   | US Open                   |
| ----- | -------------------------- | -------------------------- | -------------------------- | -------------------------- | --------- | --------- | ------------------------- | ------------------------- |
| 1993  | -                          | -                          | 2e tour (1/16) Piet Norval | G. Fernández T. Woodbridge | -         | -         | -                         | -                         |
| 1994  | 1er tour (1/16) J. Sánchez | N. Medvedeva Paul Haarhuis | 3e tour (1/8) J. Sánchez   | A. Coetzer Lan Bale        | -         | -         | -                         | -                         |
| 1997  | -                          | -                          | -                          | -                          | -         | -         | 1er tour (1/16) Luis Lobo | Lisa Raymond P. Galbraith |
| 1998  | 1er tour (1/16) Luis Lobo  | A. Kournikova Mark Knowles | -                          | -                          | -         | -         | -                         | -                         |

Sous le résultat, le partenaire ; à droite, l’ultime équipe adverse.

## Parcours aux Masters

### En double dames
| # | Date       | Nom de l'édition                      | ($)       | Surface         | Résultat      | Partenaire     | Ultimes adversaires           | Score    |          |
| - | ---------- | ------------------------------------- | --------- | --------------- | ------------- | -------------- | ----------------------------- | -------- | -------- |
| 1 | 15/11/1993 | Virginia Slims Championships New York | 3 708 500 | Moquette (int.) | 1/4 de finale | Amanda Coetzer | Arantxa Sánchez Helena Suková | 6-3, 6-3 | Parcours |

## Parcours aux Jeux olympiques

### En simple dames
| # | Date       | Nom de l'olympiade      | Surface    | Résultat      | Ultime adversaire  | Score    |          |
| - | ---------- | ----------------------- | ---------- | ------------- | ------------------ | -------- | -------- |
| 1 | 23/07/1996 | Summer Olympics Atlanta | Dur (ext.) | 3e tour (1/8) | Mary Joe Fernández | 6-0, 6-3 | Parcours |

## Parcours en Coupe de la Fédération
| #                                                                       | Date       | Lieu       | Surface      | Gagnante(s)                          | Perdante(s)                          | Score          |          |
|                                                                         |            |            |              |                                      |                                      |                |          |
| 1993 - 1er tour (groupe mondial) - Nouvelle-Zélande - Argentine - 0 : 3 |            |            |              |                                      |                                      |                |          |
| 1                                                                       | 19/07/1993 | Francfort  | Terre (ext.) | Inés Gorrochategui                   | Claudine Toleafoa                    | 6-2, 6-2       | Parcours |
| 1                                                                       | 19/07/1993 | Francfort  | Terre (ext.) | Inés Gorrochategui Patricia Tarabini | Julie Richardson Claudine Toleafoa   | 6-3, 6-3       | Parcours |
|                                                                         |            |            |              |                                      |                                      |                |          |
| 1993 - 2e tour (groupe mondial) - Argentine - Bulgarie - 2 : 1          |            |            |              |                                      |                                      |                |          |
| 2                                                                       | 21/07/1993 | Francfort  | Terre (ext.) | Inés Gorrochategui                   | Katerina Maleeva                     | 6-1, 7-5       | Parcours |
| 2                                                                       | 21/07/1993 | Francfort  | Terre (ext.) | Inés Gorrochategui Patricia Tarabini | Katerina Maleeva Magdalena Maleeva   | 5-7, 6-4, 6-2  | Parcours |
|                                                                         |            |            |              |                                      |                                      |                |          |
| 1993 - 1/4 de finale (groupe mondial) - États-Unis - Argentine - 1 : 2  |            |            |              |                                      |                                      |                |          |
| 3                                                                       | 22/07/1993 | Francfort  | Terre (ext.) | Inés Gorrochategui                   | Lindsay Davenport                    | 6-75, 7-5, 7-5 | Parcours |
| 3                                                                       | 22/07/1993 | Francfort  | Terre (ext.) | Debbie Graham Ann Grossman           | Inés Gorrochategui Patricia Tarabini | 6-3, 3-0, ab.  | Parcours |
|                                                                         |            |            |              |                                      |                                      |                |          |
| 1993 - 1/2 finale (groupe mondial) - Argentine - Australie - 1 : 2      |            |            |              |                                      |                                      |                |          |
| 4                                                                       | 24/07/1993 | Francfort  | Terre (ext.) | Inés Gorrochategui                   | Michelle Jaggard                     | 6-4, 6-2       | Parcours |
| 4                                                                       | 24/07/1993 | Francfort  | Terre (ext.) | Elizabeth Smylie Rennae Stubbs       | Inés Gorrochategui Patricia Tarabini | 4-6, 6-2, 6-3  | Parcours |
|                                                                         |            |            |              |                                      |                                      |                |          |
| 1995 - Barrage (groupe mondial I) - Argentine - Australie - 5 : 0       |            |            |              |                                      |                                      |                |          |
| 5                                                                       | 22/07/1995 | San Miguel | Terre (ext.) | Inés Gorrochategui Gabriela Sabatini | Nicole Bradtke Rennae Stubbs         | 6-2, 6-3       | Parcours |

## Classements WTA en fin de saison

### En simple
| Année | 1989 | 1990 | 1991 | 1992 | 1993 | 1994 | 1995 | 1996 | 1997 | 1998 | 1999 |
| Rang  | 364  | 236  | 70   | 90   | 56   | 20   | 38   | 100  | 89   | 266  | 70   |

Source : (en) « Classements de Inés Gorrochategui », sur le site officiel du WTA Tour

### En double
| Année | 1989 | 1990 | 1991 | 1992 | 1993 | 1994 | 1995 | 1996 | 1997 | 1998 | 1999 |
| Rang  | 314  | 169  | 151  | 59   | 19   | 16   | 21   | 136  | 36   | 101  | 68   |

Source : (en) « Classements de Inés Gorrochategui », sur le site officiel du WTA Tour